# برکسورف
برکسورف (به انگلیسی: Beraksurf)، یک سوسپانسیون استریل دارویی است برای درمان سندروم زجر تنفسی نوزادان و جزو داروهای استراتژیک در سیستم بهداشتی درمانی کشورها محسوب می‌گردد. این دارو با توجه به تعداد بیمار/مقدار مصرف نسبتاً کم آن جزو داروهای اورفان Orphan محسوب می‌شود. از زمان ورود نوعی از این دارو به بازار دارویی در ژاپن و سپس سایر نقاط دنیا در سال ۱۹۸۰ تا به حال، تجویز این دارو باعث نجات جان میلیونها نوزاد از مرگ یا فلج یا عقب ماندگی ذهنی گردیده‌است.

## تاریخچه
در سال ۱۹۸۰ اولین داروی سورفکتانت ریوی با نام سورفکتانت تی ای Surfactant-TA توسط دانشمند ژاپنی که در آمریکا بر روی این موضوع تحقیق می‌کرد به بازار دارویی دنیا معرفی گردید. در پی آن همان دارو در آمریکا با تغییرات کوچکی با نام سوروانتا Survanta توسط شرکت رز لابراتوار (ابوت، ابوی) عرضه شد. علت پیشرو بودن آمریکا در این مورد به‌خصوص بر می‌گردد به بیماری پاتریک کندی فرزند نوزاد جان اف کندی رئیس‌جمهور آمریکا که در سال ۱۹۶۳ بخاطر زایمان زودرس در ۳۴ هفتگی دچار سندروم RDS گردیده و بعد از سه روز از دنیا رفت. بعد از این بود که رسانه‌ها توجه ویژه ای به این موضوع نشان دادند و تحقیقات در حال جریان، بسیار گسترده‌تر گردید و در نهایت منجر به تولید داروی سوروانتا گردید. داروی سروانتا از ریه گوساله استخراج می‌گردد. اما در ۱۹۸۸ داروی دیگری مشابه سوروانتا به بازار آمد با نام کروسورف Curosurf که منشأ خوکی داشت و به همان اندازه مؤثر بود. در سال ۲۰۰۲ نوع دیگری از این دارو که از لاواژ ریه‌های گاو تهیه می‌شد با نام بلس BLES پس از چند سال تحقیق و توسعه، تاییدیه رسمی برای ورود به بازار دارویی را گرفت. در سال ۲۰۱۸ داروی برکسورف که همانند سوروانتا از ریه‌های گوساله استخراج می‌گردد پس از هفت سال تحقیق و توسعه به بازار دارویی وارد شد.

## اندیکاسیون
برکسورف برای درمان نوزادان نارس مبتلا به سندروم زجر تنفسی به‌صورت پروفیلاکسی یا درمان مداخله ای مورد استفاده قرار می‌گیرد. عموم نوزادان کاندید تجویز برکسورف دارای سن زایمان کمتر از ۳۲ هفته یا وزن بین ۷۰۰ تا ۱۲۵۰ گرم هستند. همچنین به‌صورت آف لیبل برای درمان زجر تنفسی بزرگسالان ARDS بکار می‌رود. در سال ۲۰۲۰ پیشنهادهای علمی بسیاری برای استفاده از این دارو برای درمان زجر تنفسی ناشی از بیماری کووید ۱۹، Covid-19 Disease حاصل آلودگی به ویروس کرونا، در مطالعات بالینی ارائه شده‌است و نتایج آن پس از پایان مطالعه و نتیجه‌گیری نهایی اواخر سال ۲۰۲۰ منتشر می‌شود.

## ترکیبات
مهمترین ترکیب برکسورف فسفولیپیدها هستند که با غلظت ۲۵ میلی‌گرم در هر میلی لیتر نقش اساسی را در فعالیت کاهش کشش سطحی دارو ایفا می‌کنند. مهمترین نوع فسفولیپید موجود در این دارو دی پالمیتویل فسفاتیدیل کولین یا DPPC است که حدود ۵۰ درصد فسفولیپیدها رو تشکیل می‌دهد. جزء مهم بعدی برکسورف، پروتئینهای هیدروفوب هستند که شامل دو نوع بی یا SP-B و سی یا SP-C می‌باشد که تا غلظت ۱ میلی‌گرم در این دارو وجود دارد.

## مکانیسم اثر
برکسورف از طریق کاهش کشش سطحی بین هوا و سطح آلوئول‌ها، از چسبیدن آلوئول‌های ریه به هم در حین تنفس جلوگیری و به نوزاد کمک می‌کند تا تنفس طبیعی داشته باشد. تجویز برکسورف باعث افزایش کمپلیانس ریوی در نوزاد می‌گردد.

## دوز تجویزی
میزان دوز مصرفی برکسورف به ازای هر کیلوگرم وزن بدن نوزاد ۲۵ میلی‌گرم فسفولیپید یا یک میلی لیتر از سوسپانسیون برکسورف است. این مقدار بسته به نیاز بیمار می‌تواند تا سه بار دیگر با فاصله ۶ ساعته برای وی تجویز گردد.

## فرم دارویی
برکسورف به‌صورت سوسپانسیون استریل عاری از هر گونه ماده پیروژن می‌باشد که در دو دوز ۴ و ۸ میلی لیتری وجود دارد. رنگ سوسپانسیون سفید کرمی مات تا قهوه ای روشن است.

## نحوه تجویز
قبل از استفاده دمای دارو باید به دمای محیط برسد. بخش عمده ترکیب این دارو لیپید می‌باشد و بنابر این در دمای سرد روانی لازم را نخواهد داشت. بعد از اینکه با گرم شدن در دستان یا محیط، دارو روانی لازم را پیدا نمود برای سه تا پنج بار محتویات ویال را به آرامی با سر و ته کردن آن بهم زده شود. ویال دارو نباید تکان شدید بخورد. ممکن است نیاز باشد قبل از تجویز برکسورف، نوزاد ساکشن شود. برکسورف قبل از استفاده نباید رقیق شود. احتمال تشکیل کف اندک در سطح ویال به‌صورت طبیعی وجود دارد.

## فارماکودینامیک
اثر تجویز برکسورف، بهبود اکسیژن رسانی بلافاصله پس از اینستیلیشن دارو می‌باشد.

## تداخلات دارویی
هیچ نوع تداخل دارویی شناخته شده‌ای برای برکسورف وجود ندارد.

## هشدارها و احتیاطات
برکسورف فقط برای استفاده درون تراشه ای است. برکسورف به سرعت می‌تواند اکسیژن رسانی و عملکرد ریه را تحت تأثیر قرار دهد. از این رو استفاده از برکسورف باید تحت نظارت دقیق پزشک و با دسترسی سریع به پزشکان باتجربه در امر انتوباسیون، مدیریت دستگاه تهویه تنفسی و مراقبت عمومی از نوزادان نارس صورت گیرد. در تمام طول درمان، میزان اکسیژن و دی‌اکسید کربن خون نوزادانی که بر کسورف دریافت می‌کنند باید به‌طور منظم با اندازه‌گیری شریانی یا از راه پوستی تحت نظر باشد. مواردی از وقوع برادی کاردی گذرا و کاهش سطح اشباع اکسیژن در طی تجویز این نوع داروها گزارش شده‌است. در صورت وقوع، تجویز دارو باید متوقف شده و محاسبات مناسب برای تخفیف شرایط آغاز شود. بعد از پایدار شدن شرایط، فرایند تجویز دارو مجدداً ادامه یابد.

## عوارض جانبی
برکسورف مانند سایر داروها، ممکن است عوارض جانبی داشته باشد. اگرچه همه این عوارض در یک فرد دیده نمی‌شود.
. بسیار شایع (بالای ۱۰ درصد): برادی کاردی (گذرا)
. شایع (بین ۱ تا ۱۰ درصد): غیراشباع شدن سطح اکسیژن
. غیر شایع و نادر (کمتر از ۱ درصد): آپنه، آمفیزم ریوی، هایپرکاپنی، هایپوکاپنی (افزایش یا کاهش دی‌اکسید کربن خون بیشتر از حد طبیعی)، افزایش فشار خون، افت فشار خون، افزایش ریسک ابتلا به عفونت (سپتیسیس بیمارستانی)، انسداد لوله تراشه، رنگ پریدگی، انقباض عروق، پنوموتوراکس (شامل پنوموپریکاردیوم)